# Franc Telcer
Franc Telcer, slovenski gorski reševalec, * 10. november 1918, Prevalje, † 2008.

## Odlikovanja in nagrade
Leta 2000 je prejel častni znak svobode Republike Slovenije z naslednjo utemeljitvijo: »za prizadevno delo v planinski organizaciji in posebej v Gorski reševalni službi«.